# Den store Gatsby (film fra 1974)
 For alternative betydninger, se Den store Gatsby (flertydig). (Se også artikler, som begynder med Den store Gatsby)
Den store Gatsby (eng: The Great Gatsby) er en amerikansk romantisk dramafilm fra 1974 instrueret af Jack Clayton og skrevet af Francis Ford Coppola og baseret på F. Scott Fitzgeralds roman af samme navn. Filmen fik generelt en dårlig modtagelse af kritikerne, specielt Mia Farrows skuespil blev kritiseret. Dette til trods blev filmen nomineret til to Oscars, fire Golden Globes og tre BAFTA Awards. Filmen har Robert Redford i titelrollen som Jay Gatsby, desuden medvirker Mia Farrow, Bruce Dern og Karen Black.

## Medvirkende
- Robert Redford som Jay Gatsby
- Mia Farrow som Daisy Buchanan
- Bruce Dern som Tom Buchanan
- Karen Black som Myrtle Wilson
- Scott Wilson som George Wilson
- Sam Waterston som Nick Carraway
- Lois Chiles som Jordan Baker
- Edward Herrmann som Klipspringer
- Sammy Smith som komiker
- Kathryn Leigh Scott som Catherine
- Vincent Schiavelli som den tynde mand
- Roberts Blossom som Mr. Gatz
- Beth Porter som Mrs. McKee
- Howard Da Silva som Meyer Wolfsheim
- Patsy Kensit som Pammy Buchanan
- Tom Ewell som Mourner

## Ekstern henvisning
- Den store Gatsby på Internet Movie Database (engelsk)
- Den store Gatsby på Filmdatabasen
- Den store Gatsby på Scope
- Den store Gatsby i Svensk Filmdatabas (svensk)
- Den store Gatsby på AlloCiné (fransk)
- Den store Gatsby på MovieMeter (nederlandsk)
- Den store Gatsby på AllMovie (engelsk)
- Den store Gatsby hos American Film Institute (engelsk)
- Den store Gatsbys profil hos Encyclopædia Britannica Online (engelsk)
- Den store Gatsby på Turner Classic Movies (engelsk)